# Pterella
Pterella is een vliegengeslacht uit de familie van de dambordvliegen (Sarcophagidae).

## Soorten
- P. convergens (Pandellé, 1895)
- P. eleonorae (Venturi, 1957)
- P. grisea (Meigen, 1824)
- P. melanura (Meigen, 1824)
- P. penicillaris (Róndani, 1865)